# Aleksandr Beketov
Aleksandr Vladimirovitj Beketov (ryska: Александр Владимирович Бекетов), född den 14 mars 1970 i Voskresensk, Moskva oblast i Sovjetunionen (nu Ryssland), är en rysk fäktare som bland annat tog OS-silver i herrarnas lagtävling i värja i samband med de olympiska fäktningstävlingarna 1996 i Atlanta.